# VBScript
VBScript (kort for Visual Basic Scripting Edition) er et "script"-sprog, der fortolkes via Microsoft's Windows Script Host. Sprogets syntax viser dets oprindelse som en variation af Microsoft's Visual Basic programmeringssprog. Det blev i begyndelsen især brugt af Windows-administratorer der ønskede at automatisere visse operationer mere end batch-sproget fra 1970'erne var i stand til.

Typisk kunne dette være sig et script der kørte ved "log on" på en server.
Sproget kan håndtere mange ting, da det understøtter API-kald.
Eksempel på kode:
```
strComputer = "."
Set objWMIService = GetObject("winmgmts:{impersonationLevel=impersonate}!\\" & strComputer & "\root\cimv2")
Set colStartupCommands = objWMIService.ExecQuery("Select * from Win32_StartupCommand")
For Each objStartupCommand in colStartupCommands
   Wscript.Echo "Kommando: " & objStartupCommand.Command
   Wscript.Echo "Beskrivelse: " & objStartupCommand.Description
   Wscript.Echo "Placering: " & objStartupCommand.Location
   Wscript.Echo "Navn: " & objStartupCommand.Name
   Wscript.Echo "InstillingsID: " & objStartupCommand.SettingID
   Wscript.Echo "Bruger: " & objStartupCommand.User
Next
```

Kode-eksemplet her viser information om hvilke programmer der starter op sammen med computeren.
VBScript har filtypenavnet (filens efternavn, extension) .vbs og bliver eksekveret af filen wscript eller cscript,
 :Wscript er en "windows-baseret" metode (W for windows) hvor alle meddelelser 'popper' op på skærmen
 :Cscript er en "command-baseret" metode (C for command) hvor man har mulighed for at modtage meddelelser i kommando-vinduet.